# Behrouz Rahbar
Behrouz Rahbar (persisch بهروز رهبر; * 23. September 1945 in Tabriz; † 22. März 2019 in ebenda) war ein iranischer Radrennfahrer.

## Sportliche Laufbahn
Rahbar war im Straßenradsport und im Bahnradsport aktiv. Er war Teilnehmer der Olympischen Sommerspiele 1972 in München. Im Mannschaftszeitfahren kam der Iran mit Khosro Haghgosha, Mohamed Khodavand, Gholam Hossein Koohi und Behrouz Rahbar auf den 32. Rang. In der Mannschaftsverfolgung scheiterte der Vierer mit Khosro Haghgosha, Mohamed Khodavand, Gholam Hossein Koohi und Behrouz Rahbarin in der Qualifikation. Im 1000-Meter-Zeitfahren wurde er 28. des Wettbewerbs.
Bei den Asienspielen 1974 gewann er die Bronzemedaille im Sprint. Im Straßenrennen gewann er die Goldmedaille.